# Torttikari
Torttikari är en ö i Finland. Den ligger i sjön Torttijärvi och i kommunen Ylöjärvi i den ekonomiska regionen Tammerfors och landskapet Birkaland, i den sydvästra delen av landet, 210 km norr om huvudstaden Helsingfors. Öns area är omkring 390 kvadratmeter och dess största längd är 30 meter i sydväst-nordöstlig riktning.